# Жупа (Загвозд)
Жупа је насељено место у саставу општине Загвозд, Сплитско-далматинска жупанија, Република Хрватска.

## Историја
До територијалне реорганизације у Хрватској налазила се у саставу старе општине Имотски.

## Становништво
На попису становништва 2011. године, Жупа је имала 53 становника.
| Број становника по пописима | Број становника по пописима | Број становника по пописима | Број становника по пописима | Број становника по пописима | Број становника по пописима | Број становника по пописима | Број становника по пописима | Број становника по пописима | Број становника по пописима | Број становника по пописима | Број становника по пописима | Број становника по пописима | Број становника по пописима | Број становника по пописима | Број становника по пописима |
| --------------------------- | --------------------------- | --------------------------- | --------------------------- | --------------------------- | --------------------------- | --------------------------- | --------------------------- | --------------------------- | --------------------------- | --------------------------- | --------------------------- | --------------------------- | --------------------------- | --------------------------- | --------------------------- |
| 1857                        | 1869                        | 1880                        | 1890                        | 1900                        | 1910                        | 1921                        | 1931                        | 1948                        | 1953                        | 1961                        | 1971                        | 1981                        | 1991                        | 2001                        | 2011                        |
| 544                         | 666                         | 704                         | 823                         | 1.002                       | 1.088                       | 1.037                       | 1.040                       | 467                         | 427                         | 389                         | 409                         | 257                         | 184                         | 98                          | 53                          |

Напомена: У 1991. смањено издвајањем дела у самостално насеље Жупа Средња, за које и садржи податке од 1857. до 1931, као и део података у истом периоду за насеље Биоковско Село. У 1948. исказано је под именом Доња Жупа.

### Попис1991.
На попису становништва 1991. године, насељено место Жупа је имало 184 становника, следећег националног састава:
| Попис 1991.‍ | Попис 1991.‍ | Попис 1991.‍ | Попис 1991.‍ | Попис 1991.‍ |
| ----------- | ----------- | ----------- | ----------- | ----------- |
|             |             |             |             |             |
| Хрвати      | Хрвати      |             | 181         | 98,36%      |
| непознато   | непознато   |             | 3           | 1,63%       |
| укупно: 184 |             |             |             |             |